# Stefano Rusconi
Stefano Rusconi (nacido el 02 de octubre de 1968 (56 años) en Bassano del Grappa, Italia)  es un jugador italiano de baloncesto. Con 2.08 de estatura, juega en la posición de pívot.

## Equipos
- 1985-1991:  Pallacanestro Varese
- 1991-1995:  Pallacanestro Treviso
- 1995-1996:  Phoenix Suns
- 1996-1998:  Pallacanestro Treviso
- 1998-1999:  Saski Baskonia
- 1999-2002:  Olimpia Milano
- 2002-2003:  Pallacanestro Reggiana
- 2003-2006:  Castelletto Ticino
- 2006-2007:  Novara
- 2007-2008:  Génova
- 2008-2009:  Tigullio Santa Margherita
- 2008-2009:  Riviera Vado Ligure
- 2009-2010:  CUS Bari

## Palmarés
- 1987 Mundobasket Junior. Selección de Italia. Bormio. Medalla de Bronce.
- 1991-92, 1996-97 LEGA. Benetton Treviso.
- 1992-93, 1993-94, 1994-95 Copa de Italia. Benetton Treviso.
- 1994-95 Recopa de Europa. Benetton Treviso.
- 1998-99 Copa del Rey. Tau Cerámica.